# Penwithick
 (mars 2024).
Penwithick est un village des Cornouailles, en Angleterre. Le village fait partie de la paroisse civile de Treverbyn.